# Clopton (Suffolk)
Clopton is een civil parish in het Engelse graafschap Suffolk.